# Якубчак, Людмила

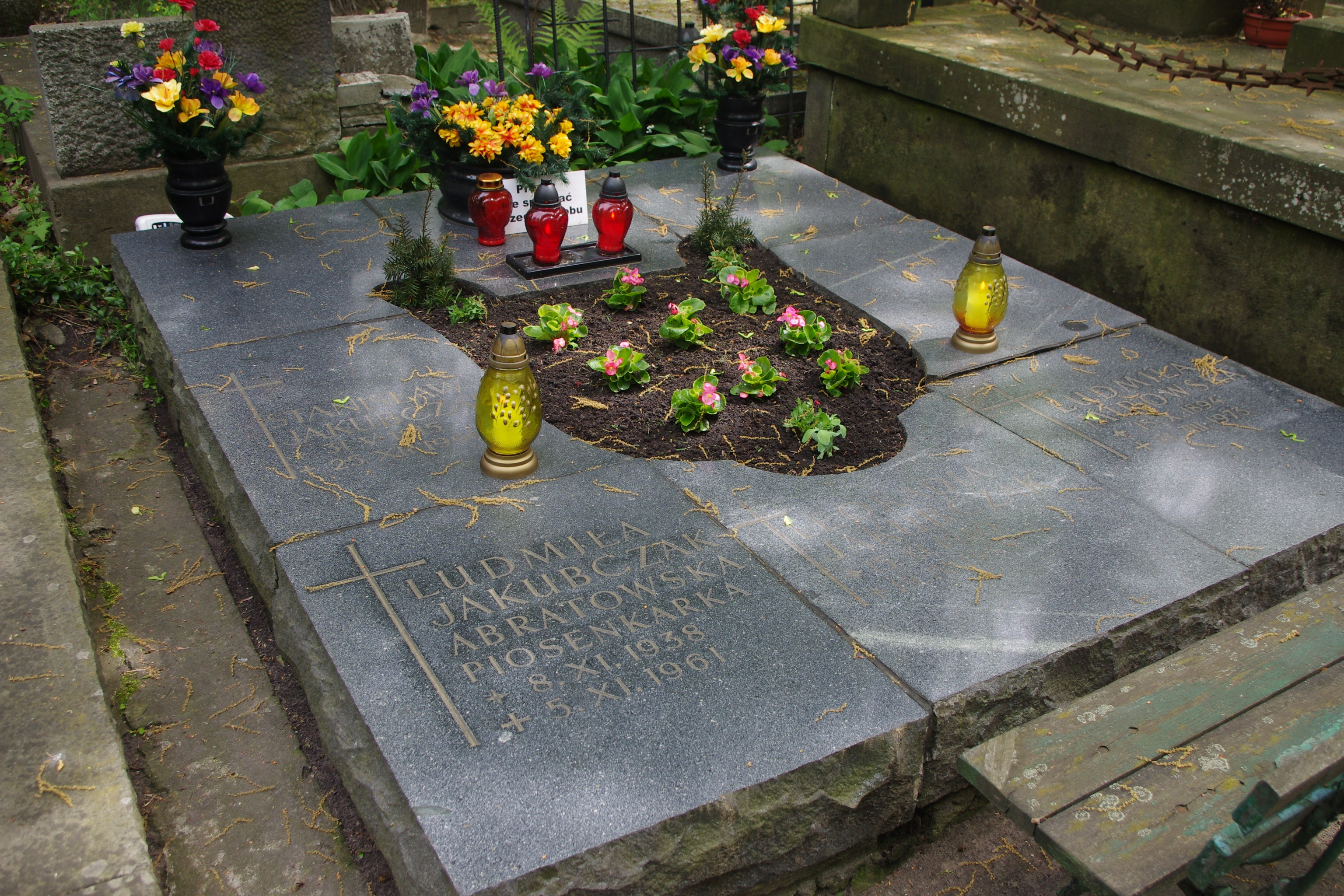
Могила певицы Людмилы Якубчак

Людмила Якубчак-Абратовска (польск. Ludmiła Jakubczak-Abratowska; 17 июня 1939, Токио, Япония — 5 ноября 1961, около Блоне, ПНР) — польская певица и танцовщица.

## Биография
В детстве Людмила Якубчак жила в Советском Союзе на территории Украинской ССР. С начала 1950-х годов — в Польше в Варшаве. Училась в школе балета танцам и пению у Ванды Верминьской.

### Начало карьеры и успех
Как певица дебютировала в 1958 году на конкурсе непрофессиональных исполнителей, организованном Польским радио. Затем принимала участие в первой эстрадной программе, подготовленной варшавским Театром песни. Представление проходило в варшавском отеле «Бристоль». Людмила Якубчак завоевала сердца зрителей песней «Alabama», которая также была тепло принята авторитетными музыкальными деятелями.
Сотрудничать с артисткой начал молодой композитор Ежи Абратовски. Позже он стал её мужем. Абратовски был композитором большинства песен Якубчак. Тем не менее, она исполняла песни и других авторов, в том числе зарубежных.
В 1960 году читатели журнала «Express Wieczorny» посчитали песню «Gdy mi ciebie zabraknie», в исполнении Людмилы Якубчак, самой популярной песней Польши послевоенного периода. В 1961 году певица приняла участие в I Международном фестивале песни в Сопоте, где заняла третье место за исполнение песни «Wakacje z deszczem». Она также сотрудничала с оркестрами Эдварда Чернего и Стефана Рахоня, а также ансамблями под управлением Абратовского.

### Гибель певицы
5 ноября 1961 года успешная карьера Людмилы Якубчак была прервана автокатастрофой около города Блоне. Певица погибла в возрасте 22 лет, возвращаясь из города Лодзь с записи телепередачи «Muzyka lekka, łatwa i przyjemna». За рулём автомобиля был её муж, который никогда не отрицал своей вины в случившемся. Похороны артистки прошли в субботу 11 ноября 1961 года на варшавском кладбище Старые Повонзки.

## Дискография

### Долгоиграющие пластинки (LP)
| Год  | Об альбоме                                                                     | Источник |
| ---- | ------------------------------------------------------------------------------ | -------- |
| 1961 | 1000 taktów z Ludmiłą Jakubczak - Издан: 1961 - Лейбл: Polskie Nagrania «Muza» | [ 2 ]    |

### Синглы (SP)
| Год  | Название                                | Источник |
| ---- | --------------------------------------- | -------- |
| 1961 | «Szeptem» / «Do widzenia Teddy»         | [ 3 ]    |
| 1961 | «Tylko raz» / «Gdy mi Ciebie zabraknie» | [ 4 ]    |

### Мини-альбомы (EP)
| Год  | Название | Источник |
| ---- | --- | -------- |
| 1958 | «Komu piosenkę» (Maciej Koleśnik) / «Nieprawda» (Sława Przybylska) / «Alabama»                                        | [ 5 ]    |
| 1961 | «Tylko raz» / «Boogie boa» / «Rosita jest zła» / «Dla Ciebie kolczyki gwiazd»                                         | [ 6 ]    |
| 1961 | «Romantica» (Jerzy Połomski) / «Żurawi klucz» / «Ty jesteś moim przeznaczeniem» (Jerzy Połomski) / «Mister Wonderful» | [ 7 ]    |
| 1961 | «Tak jest» / «Chłopcy z orłami» / «Zamelduję tylko to» (Beltono) / «Ty i ja» (Beltono)                                | [ 8 ]    |
| 1962 | «Alabama» / «Szeptem» / «Do widzenia Teddy»                                                                           | [ 9 ]    |

### Остальные издания
- 1992 — Ludmiła Jakubczak: Tylko raz (CD, Muza)
- 1999 — Ludmiła Jakubczak: Gdy mi Ciebie zabraknie — Galeria polskiej piosenki (CD, Yesterday)
- 2005 — Ludmiła Jakubczak: Od piosenki do piosenki — Gwiazdozbiór muzyki rozrywkowej (CD, PR SA)
- 2012 — Ludmiła Jakubczak: Rosita jest zła — Muzyka Wspomnień (CD, Teddy Records)
- 2012 — Ludmiła Jakubczak: Szeptem do mnie mów — Plejada gwiazd polskiej piosenki (CD, Muza)